# Henryk Kula (działacz piłkarski)
Henryk Kula (ur. 17 czerwca 1956 w Woli) – polski działacz piłkarski, w latach 2021–2025 wiceprezes Polskiego Związku Piłki Nożnej do spraw organizacyjno-finansowych.

## Życiorys
W młodości związany był z Sokołem Wola. Jako nastolatek, poza rolą piłkarza-amatora, angażował się w sprawy organizacyjne, stopniowo pełniąc coraz ważniejszą rolę w klubie. W 1984 został członkiem zarządu Sokoła, w którym pełnił funkcję wiceprezesa (1986–1990) oraz prezesa (1990–2000), z której zrezygnował po wyborze na prezesa podokręgu Tychy w Śląskim Związku Piłki Nożnej.
Równolegle pracował w Przedsiębiorstwie Robót Górniczych w Mysłowicach, gdzie na różnych stanowiskach spędził łącznie 34 lata – początkowo jako górnik, pod koniec jako pełnomocnik zarządu ds. dywersyfikacji. Jest absolwentem Akademii Górniczo-Hutniczej w Krakowie oraz podyplomowych studiów z zakresu zarządzania na Politechnice Śląskiej w Gliwicach. W 1994 r. założył w rodzinnej Woli firmę zajmującą się produkcją betonu.
W 2000 został członkiem zarządu Śląskiego ZPN. W 2016 został członkiem zarządu PZPN oraz prezesem Śląskiego ZPN. W 2020 wybrano go na drugą kadencję w ŚZPN. 18 sierpnia 2021 został wybrany na wiceprezesa PZPN do spraw organizacyjno-finansowych. Zakończył pełnienie funkcji 30 czerwca 2025, gdy jego kandydatura została dwukrotnie odrzucona przez delegatów na walnym zgromadzeniu PZPN,

## Działalność
Za jego kadencji zorganizowano mistrzostwa Europy U-21 w Tychach (2017) i mistrzostwa świata U-20 w Tychach i Bielsku-Białej (2019). Obecnie zajmuje się finansami i organizacją PZPN na poziomie krajowym oraz działaniami na rzecz rozwoju śląskiej piłki nożnej. Często odwiedza kluby w mniejszych miejscowościach.
Zwolennik uproszczenia przepisów dla piłki amatorskiej, które jego zdaniem utrudniają funkcjonowanie małym, lokalnym klubom za sprawą kosztów oraz biurokracji. Ponadto jest zwolennikiem zwiększenia podmiotowości Wojewódzkich Związków Piłki Nożnej – był jednym z autorów zmiany statusu wojewódzkich związków w taki sposób, aby każdy z nich miał autonomię.